# Gottfried-Keller-Preis
De Gottfried-Keller-Preis is een literaire prijs in Zwitserland. Op 19 juli 1921, de 102e geboortedag van de Zwitserse schrijver Gottfried Keller, werd de Martin Bodmer Stichting opgericht waarmee een Zwitserse literatuurprijs werd ingesteld. Het is de oudste en belangrijkste prijs die Zwitserland kent en wordt om de twee soms drie jaar uitgereikt. Aan de prijs is een Nimbus en geldprijs verbonden (met een ondergrens van 20.000 Zwitserse frank).
De prijs wordt door een curatorium toegekend aan hen die zich onderscheiden in de literatuur en daarmee het leven in Zwitserland belangrijk beïnvloeden.

## Overzicht van prijswinnaars
| Jaar | Naam                             | Voor                                                                  |
| 2019 | Adolf Muschg en Thomas Hürlimann |                                                                       |
| 2016 | Pietro De Marchi                 |                                                                       |
| 2013 | de auteursgroep Bern ist überall |                                                                       |
| 2010 | Gerold Späth                     | gehele oeuvre                                                         |
| 2007 | Fabio Pusterla                   | voor zijn lyrische werk                                               |
| 2004 | Klaus Merz                       | gehele oeuvre                                                         |
| 2001 | Ágota Kristóf                    | gehele oeuvre                                                         |
| 1999 | Peter Bichsel                    | gehele oeuvre                                                         |
| 1997 | Giovanni Orelli                  | gehele oeuvre                                                         |
| 1994 | Gerhard Meier                    | gehele oeuvre                                                         |
| 1992 | Erika Burkart                    | gehele oeuvre                                                         |
| 1989 | Jacques Mercanton                | literair en literatuurkritisch werk                                   |
| 1985 | Herbert Lüthy                    | historisch werk, vertalingen en essays                                |
| 1983 | Hermann Lenz                     | gehele oeuvre                                                         |
| 1981 | Philippe Jaccottet               | gehele oeuvre                                                         |
| 1979 | Max Wehrli                       | literatuurwetenschappelijk werk                                       |
| 1977 | Elias Canetti                    | gehele oeuvre                                                         |
| 1975 | Hans Urs von Balthasar           | gehele oeuvre                                                         |
| 1973 | Ignazio Silone                   | gehele oeuvre                                                         |
| 1971 | Marcel Raymond                   | gehele oeuvre                                                         |
| 1969 | Golo Mann                        | gehele oeuvre                                                         |
| 1967 | Edzard Schaper                   | gehele oeuvre                                                         |
| 1965 | Meinrad Inglin                   | gehele oeuvre                                                         |
| 1962 | Emil Staiger                     | gehele oeuvre, in het bijzonder de Goethe-monografie                  |
| 1959 | Maurice Zermatten                | gehele oeuvre                                                         |
| 1956 | Max Rychner                      | het literatuurkritische werk                                          |
| 1954 | Werner Kaegi                     | gehele oeuvre                                                         |
| 1952 | Gertrud von Le Fort              | gehele oeuvre                                                         |
| 1949 | Rudolf Kassner                   | gehele oeuvre                                                         |
| 1947 | Fritz Ernst                      | gehele oeuvre                                                         |
| 1943 | Robert Faesi                     | zijn 60e geboortedag                                                  |
| 1938 | Ernst Gagliardi                  | voor de geschiedenis van Zwitserland. Van zijn ontstaan tot het heden |
| 1936 | Hermann Hesse                    | gehele oeuvre                                                         |
| 1933 | Universiteit Zürich              | honderdjarig bestaan                                                  |
| 1931 | Hans Carossa                     | gehele oeuvre                                                         |
| 1929 | Josef Nadler                     | Literatuurgeschiedenis der Duitsers                                   |
| 1927 | Charles-Ferdinand Ramuz          | roman: La beauté sur la terre                                         |
| 1925 | Heinrich Federer                 | roman: Papst und Kaiser im Dorf                                       |
| 1922 | Jakob Bosshart                   | roman: Ein Rufer in der Wüste                                         |